# Magomiedsałam Gadżyjew
Magomiedsałam Stanisławowicz Gadżyjew (ros. Магомедсалам Станиславович Гаджиев; ur. 8 lipca 1972 w Machaczkale) – radziecki, rosyjski i azerski zapaśnik w stylu wolnym. Startował w kategorii do 74 kg.
Dwukrotny olimpijczyk. Czwarte miejsce na olimpiadzie w Barcelonie 1992 i ósmy zawodnik Igrzysk w Atlancie 1996. Rozpoczynał karierę w barwach ZSRR. Na Igrzyskach w Barcelonie reprezentował WNP. Od 1993 roku zawodnik Rosji, a od 1995 Azerbejdżanu.
Mistrz Europy z 1992. Drugi w Pucharze Świata w 1993 roku.
Dziewiąte miejsce na Mistrzostwach Świata w 1995. Złoty medal mistrzostw WNP w 1992 roku.